# Muhammad Nadżib ar-Rubaji
Muhammad Nadżib ar-Rubaji (arab. محمد نجيت الربيعي, ur. 1904 w Bagdadzie, zm. 1983 tamże) – wojskowy i polityk iracki; prezydent Iraku, po obaleniu króla Fajsala II od 14 lipca 1958 do 8 lutego 1963.